# K-udstilling/Damebilleder
|  | Denne artikel er oprettet af botten Steenthbot ud fra en ekstern database. Den kan derfor have sproglige fejl eller mangler. Denne skabelon kan fjernes efter kontrol af indholdet. |

K-udstilling/Damebilleder er en dansk eksperimentalfilm fra 1970 instrueret af Kirsten Justesen.